# Эвенос
Эвенос (фр. Évenos) — коммуна на юго-востоке Франции в регионе Прованс — Альпы — Лазурный берег, департамент Вар, округ Тулон, кантон Ольюль.
Площадь коммуны — 41,95 км², население — 2119 человек (2006) с тенденцией к стабилизации: 2120 человек (2012), плотность населения — 51,0 чел/км².

## Географическое положение
Коммуна Эвенос расположена на южном отроге массива Сен-Бом среди виноградников и сосновых лесов в 10 км к северо-западу от Тулона и в 40 км к востоку от Марселя.
В составе коммуны 3 деревни: Сент-Анн-д’Эвенос (фр. Sainte Anne d'Evenos) — административный центр; старая деревня Эвенос и Ле-Брусан (фр. Le Broussan).

## История
Основанный в 1141 году «Evena», находился под управлением виконтов Марселя, а затем семьи Винтилилле.
Основу составлял замок, построенный X веке.
В 1592 году замок успешно сопротивлялся орудиям Франсуа де Лесдигвере (фр. François de Bonne de Lesdiguières) под защитой капитана Инарда Олльюльского.
Местность принадлежала баронам Олльюль-Эвенос.
В XVIII веке жители деревни «спустились» в равнину. Они основали поселение под названием Сен-Анн д’Эвенос с двумя хуторами Бруссан (2 км на северо-восток) и Гарнье (фр. Garniers ) (2,5 км на северо-восток). Рядом находилась часовня с домом священника; ему же принадлежала земля, впоследствии конфискованная.

## Население
Население коммуны в 2011 году составляло — 2128 человек, а в 2012 году — 2120 человек.
| 1962 | 1968 | 1975 | 1982 | 1990 | 1999 | 2006 | 2007 | 2011 | 2012 |
| ---- | ---- | ---- | ---- | ---- | ---- | ---- | ---- | ---- | ---- |
| 599  | 647  | 700  | 1054 | 1564 | 1905 | 2119 | 2149 | 2128 | 2120 |

Динамика населения:

## Экономика
На территории коммуны разрабатываются месторождения бокситов, а также в карьерах ведётся добыча песка и мрамора. Развито виноделие, выращивается лук.
В 2010 году из 1423 человек трудоспособного возраста (от 15 до 64 лет) 1047 были экономически активными, 376 — неактивными (показатель активности 73,6 %, в 1999 году — 69,0 %). Из 1047 активных трудоспособных жителей работали 957 человек (518 мужчин и 439 женщин), 90 числились безработными (35 мужчин и 55 женщин). Среди 376 трудоспособных неактивных граждан 112 были учениками либо студентами, 158 — пенсионерами, а ещё 106 — были неактивны в силу других причин.
На протяжении 2010 года в коммуне числилось 856 облагаемых налогом домохозяйств, в которых проживало 2193,0 человека. При этом медиана доходов составила 21 тысяча 351 евро на одного налогоплательщика.

## Достопримечательности
- Живописная деревня в орлином гнезде, расположенном на вершине вулканического происхождения, возвышающейся над ущельем Ольюля, господствуя величественной базальтовой стеной с полукруглой известняковой вершиной под названием Белая Башня.  За большим пятиугольным донжоном XIII века сохранились жилые дома и руины в ренессансном стиле.  Деревня окружена укрепленной стеной.
- Приходская церковь Святого Мартина в крепости, построенная в XIII веке. В храме находится распятие и 6 канделябров, подаренные Наполеоном III.
- Два замка к северу и западу от Sainte-Anne-d’Evenos.
- Форт Пиподон, расположенный на северо-западе коммуны на холме высотой 500 м.
- Водяная мельница на реке Реп

## Герб
На лазурном поле неровная серебряная скала; над ней небольшой золотой крест, окружённый золотыми буквами: справа E, слева — обёрнутой C, снизу — N.
Известно, что изначально на гербе Эвеноса был изображён только крест. Герб, близкий к современному, впервые был высечен на главном фонтане деревни в 1506 году..
В «Armorial Général» 1696 года помещено следующее описание герба:
На лазурном поле во главе небольшой золотой крест, слева и справа буква E; в центре, под крестом, буква N; в нижней части находится извилистая серебряная гора.